# Třebnuška
Třebnuška je malá vesnice, část města Zbiroh v okrese Rokycany v Plzeňském kraji. Nachází se asi pět kilometrů severozápadně od Zbirohu. Třebnuška je také název katastrálního území o rozloze 8,72 km².

## Historie
První písemná zmínka o vesnici pochází z roku 1379.

## Obyvatelstvo
| Rok            | 1869 | 1880 | 1890 | 1900 | 1910 | 1921 | 1930 | 1950 | 1961 | 1970 | 1980 | 1991 | 2001 | 2011 | 2021 |
| -------------- | ---- | ---- | ---- | ---- | ---- | ---- | ---- | ---- | ---- | ---- | ---- | ---- | ---- | ---- | ---- |
| Počet obyvatel | 191  | 193  | 153  | 147  | 135  | 150  | 157  | 108  | 121  | 114  | 83   | 53   | 38   | 29   | 32   |
| Počet domů     | 22   | 25   | 23   | 30   | 31   | 32   | 34   | 39   | 31   | 30   | 28   | 33   | 33   | 33   | 32   |

## Obecní správa
Při sčítání lidu v roce 1869 Třebnuška byla osadou obce Drahoňův Újezd v okrese Hořovice. V letech 1880–1950 byla samostatnou obcí, se kterým patřila nejprve do okresu Hořovice, ale v letech 1900–1950 v okrese Rokycany. V letech 1961–1980 byla znovu částí obce Drahoňův Újezd v okrese Rokycany. Od 1. dubna 1980 je částí města Zbiroh v okrese Rokycany. Poté se Drahoňův Újezd opět osamostatnil, ale Třebnuška již zůstala součástí Zbiroha.

## Pamětihodnosti
- Sýkorův mlýn čp. 15